# Lollandkredsen
Lollandkredsen er en opstillingskreds i Sjællands Storkreds. Kredsen, der er sammenfaldende med Lolland Kommune, blev oprettet i 2007. I 1971-2006 indgik området i andre opstillingskredse i Storstrøms Amtskreds. I 1920-1970 var området en del af Maribo Amtskreds.

## Folketingskandidater pr. 7/7 2025
| Liste | Parti                       | Kandidat                  | Bemærk |
| ----- | --------------------------- | ------------------------- | ------ |
| A     | Socialdemokratiet           | Kasper Roug               |        |
| B     | Radikale Venstre            | Kristian Stokholm         |        |
| C     | Det Konservative Folkeparti | Henrik Jacobsen           |        |
| F     | Socialistisk Folkeparti     | Anne Valentina Berthelsen |        |
| I     | Liberal Alliance            |                           |        |
| O     | Dansk Folkeparti            | John Vind                 |        |
| V     | Venstre                     | Michael Schjelde          |        |
| Æ     | Danmarksdemokraterne        | John Brill Engkebølle     |        |
| Ø     | Enhedslisten                |                           |        |
| Å     | Alternativet                |                           |        |